# 河越兼久
河越 兼久（かわごえ かねひさ、1628年6月3日 - 1703年6月8日）は江戸時代の地下官人・有職家。
伊勢使王・兼任王の子で右京進・真継康利の養嗣子。官位は従六位下。史料によっては兼久王や真継久忠とも記される。

## 概要
実父は伊勢使王を務めた河越重忠（兼任王）。後に右京進・真継康利の養嗣子となった。
寛永6年（1629年）9月10日に1歳で従六位下に叙され、同月16日に伊勢神宮奉幣の使王となっていることが『孝亮宿禰日記』や『弘誓院記』寛永六年九月十六日戊戌条に見える。
『孝亮宿禰記』寛永7年9月5日条によると、翌年（1630年）9月5日には明正天皇即位による奉幣の使王となっている。
『諸願届録』所収「使王参向并語合之例書」によると、寛永20年（1643年）10月18日の後光明天皇即位による奉幣の使王となっている
元禄16年（1703年）6月8日に78歳で死去した。